# 鄭毓秀
鄭 毓秀（てい いくしゅう）は清末、中華民国の女性革命家・政治家・弁護士・裁判官。別名は蘇梅。夫は、中華民国（台湾）の政治家・外交官である魏道明。

## 事跡

### 革命から留学まで
広東省新安県西郷屋下村（現在の深圳市宝安区西郷街道）で生まれた。父は戸部の官僚で比較的裕福な家庭であった。鄭毓秀は最初儒学を学んだが、後に天津教会崇実女子学校に入学した。1905年（光緒31年）、日本に留学し、留学中に廖仲愷の紹介で中国同盟会に加入している。1911年（宣統3年）に帰国すると、革命派による要人暗殺の任務に連絡員等として関わり、最初は袁世凱暗殺計画に加わった。しかし1912年（民国元年）1月の決行直前に同盟会北京分会の緊急の指示で中止し、標的を良弼に変更、その成功に貢献している。
同年中に、鄭毓秀は勤工倹学でフランスへ留学する。1914年、パリで法律を学び、後に法学修士の学位を取得した。1919年、パリ講和会議に出席した中国代表団が圧力に屈してヴェルサイユ条約に調印するとの憶測が流れると、代表団の随員となっていた鄭は調印日前日の6月27日に、留学生たち数百人を組織して首席代表陸徴祥の逗留先を包囲し、断固たる調印拒否を呼びかけた。1925年、パリ大学法学博士の学位を取得したが、これは中国史上初の女性博士とされる。まもなく北京政府から駐欧調査委員に任ぜられてしばらく欧州に滞在後、同年中に帰国した。

### 帰国後の活動
帰国後は、フランス留学時代の友人であった魏道明とともに上海共同租界で弁護士事務所を開設した。これも、中国史上初の女性弁護士の事例とされる。1926年（民国15年）に、南方政府派の大学教授楊杏仏が上海当局に逮捕された際には、鄭がその庇護を担当し、釈放にこぎつけた。中国国民党では反共右派の立場をとり、同年4月、西山会議派で党第2期中央監察委員候補に選出されている。
1927年（民国16年）4月、鄭毓秀は江蘇省政務委員会委員となり、年末にはフランス租界第2特別法院院長に任ぜられた。さらに上海法政大学校長も兼ねている。同年8月、魏道明と結婚した。翌1928年、国民政府により駐欧特使として派遣され、特に中国とフランスとの修好事務に関わっている。同年中に帰国し、11月には立法院立法委員に任命された。この際に鄭は民法編纂委員にも任ぜられ、起草に携わった民法草案において、女性の権利を保護する条文を多く提案している。

### 晩年
以後も鄭毓秀は、建設委員会委員や賑災委員会委員などを歴任し、日中戦争（抗日戦争）勃発後は教育部次長も兼ねた。1942年、夫の魏道明が駐米大使に任ぜられたため、これに随行してアメリカに渡る。1943年には各国援華会名誉主席となった。戦後は魏と共に帰国し、鄭は立法委員を務めた。魏が台湾省政府主席を辞した1948年（民国37年）末に夫婦でブラジルに移住する。しかし商売の失敗等もあり、後にアメリカに渡った。晩年の鄭は癌との闘病などで苦境にあったとされる。
1959年12月16日、ロサンゼルスにて死去。享年69（満68歳）。

## 注
1. ↑  深圳晚报 玫瑰女侠郑毓秀
2. ↑  同盟会上層部が、南北和平の成立を妨害していたのは袁世凱ではなく、良弼であると判断したためとされる。「中國第一個女律師竟刺殺過袁世凱(圖)」。
3. ↑  鄭毓秀は28日にも調印式に向かう陸徴祥の傍に歩み寄り、薔薇の枝を自身の服の下から陸に突きつけ、「調印するならば、この銃が貴方を許さないでしょう」と語りかけ、実際に陸は調印しなかったという（「中國第一個女律師竟刺殺過袁世凱(圖)」）。もっとも実際には、顧維鈞ら代表団内の多くの有力者が調印拒否を唱えていた上、中国国内の世論の高まりもあったことから、陸はすでに調印拒否の意向を固めていたと考えるのが自然である。